# Sacrario militare italiano di Montelungo
Il sacrario militare di Mignano Montelungo è un cimitero militare situato in Campania, che contiene le spoglie di 974 soldati italiani, di cui 784 caduti durante la seconda guerra mondiale nelle battaglie di Montelungo e Cassino, mentre i rimanenti provengono dal vecchio cimitero di guerra di Mignano.

## Storia
Nei pressi di Mignano Monte Lungo, tra l'8 e il 16 dicembre 1943, ci fu una battaglia tra reparti regolari italiani e l'esercito tedesco, nella guerra di liberazione dell'Italia meridionale.

## Architettura
Costruito sulle pendici orientali del monte Lungo, è a circa due chilometri dal comune di Mignano Monte Lungo, in provincia di Caserta, lungo la via Casilina al confine con Lazio e Molise.

Dal cancello d'ingresso parte una scalinata che porta al manufatto principale, al cui centro c'è l'altare principale in marmo scuro, con una statua raffigurante un soldato morente, opera dell'artista Pietro Canonica. Su entrambi i lati la struttura presenta un porticato costruito in marmo bianco.

Lateralmente all'altare sono presenti due lapidi: una è dedicata al generale Vincenzo Dapino, mentre sull'altra è riportato il testo del telegramma di congratulazioni del generale Mark Clark allo stesso Dapino, per la vittoriosa battaglia.

Sul portico è riportata la scritta MORTUI UT PATRIA VIVAT e lateralmente allo scalone d'accesso, disposti in filari con ripiani digradanti verso l'ingresso, sono tumulati 784 militari caduti combattendo con il Corpo Italiano di Liberazione e con i Gruppi di Combattimento Folgore, Legnano, Mantova, Friuli e Cremona. Ogni tomba è contrassegnata da una croce in marmo bianco con il nome scolpito sulla lapide.

Sull'ultimo ripiano è posta la tomba del generale Umberto Utili. Sempre lateralmente alla scalinata ci sono due basamenti in pietra su cui sono posti due pennoni con le bandiere dei Gruppi di Combattimento. Sul colle, sulla verticale dello scalone c'è una statua in bronzo della Madonna Immacolata.

Nel piazzale del Sacrario, con una raggiera d'orientamento, sono indicate le varie località dove si sono svolte i vari combattimenti.

Di fronte al Sacrario, sull'altro lato di via Casilina, è stato costituito un piccolo museo in cui è possibile visionare vari documenti, fotografie, cimeli e armi dell'epoca, esternamente ad esso trovano posto carri armati e pezzi d'artiglieria italiani ed inglesi impiegati nella battaglia.